# Copa UNIFFAC
La Copa UNIFFAC es un torneo de fútbol a nivel de selecciones sub-17 que se juega en África y participan las selecciones afiliadas a la UNIFFAC, o sea, las selecciones infantiles pertenecientes a África Central.
El torneo no tiene una cronología fija por motivos financieros y de patrocinio, y no se juega desde el año 2018.

## Ediciones anteriores
| Año  | Sede          | Final                    | Final     | Final     |
| Año  | Sede          | Campeón                  | Resultado | Finalista |
| ---- | ------------- | ------------------------ | --------- | --------- |
| 2008 | Limbe         | Camerún                  | 2 - 1     | RD Congo  |
| 2009 | Limbe         | República Centroafricana | 2 - 1     | Gabón     |
| 2011 | Yamena        | Chad                     | 2 - 1     | Camerún   |
| 2018 | Bata y Malobo | Camerún                  | 3 - 1     | Congo     |

## Títulos por país
| Selección                | Títulos | 2º lugar | Año        |
| ------------------------ | ------- | -------- | ---------- |
| Camerún                  | 2       | 1        | 2008, 2018 |
| República Centroafricana | 1       | 0        | 2009       |
| Chad                     | 1       | 0        | 2011       |
| RD Congo                 | 0       | 1        |            |
| Gabón                    | 0       | 1        |            |
| Congo                    | 0       | 1        |            |